# ریشارد کونویارتس
ریشارد کونویارتس (آلمانی: Richard Konwiarz; ۱۵ فوریهٔ ۱۸۸۳ – ۱۴ دسامبر ۱۹۶۰) معمار اهل آلمان بود.
از افتخارات وی میتوان به کسب مدال برنز طراحی ساختمان در بخش مسابقات هنری بازی‌های المپیک تابستانی ۱۹۳۲ اشاره کرد.